# San Juan Bautista
San Juan Bautista (catalansk: Sant Joan de Labritja) er en by og kommune i det østlige Spanien på øen Ibiza i provinsen De Baleariske Øer. Den har et indbyggertal på 6.948 (2024) indbyggere.